# Silivrikapı (Fatih)
Silivrikapı è una mahalle del distretto di Fatih, situata nella parte europea della provincia di Istanbul. Nel 2008 è stato formato dalla fusione dei quartieri Arabacı, Beyazıt e Cambaziye con un regolamento del 2008.

## Ubicazione
Amministrativamente, confina con Seyyid Ömer a nord; Mevlanakapı a nord-ovest; Sümbülefendi a sud; Kocamustafapaşa a sud-est; Cerrahpaşa a est; e la mahalle di Kazlıçeşme del distretto di Zeytinburnu a ovest.